# Škotová spojka

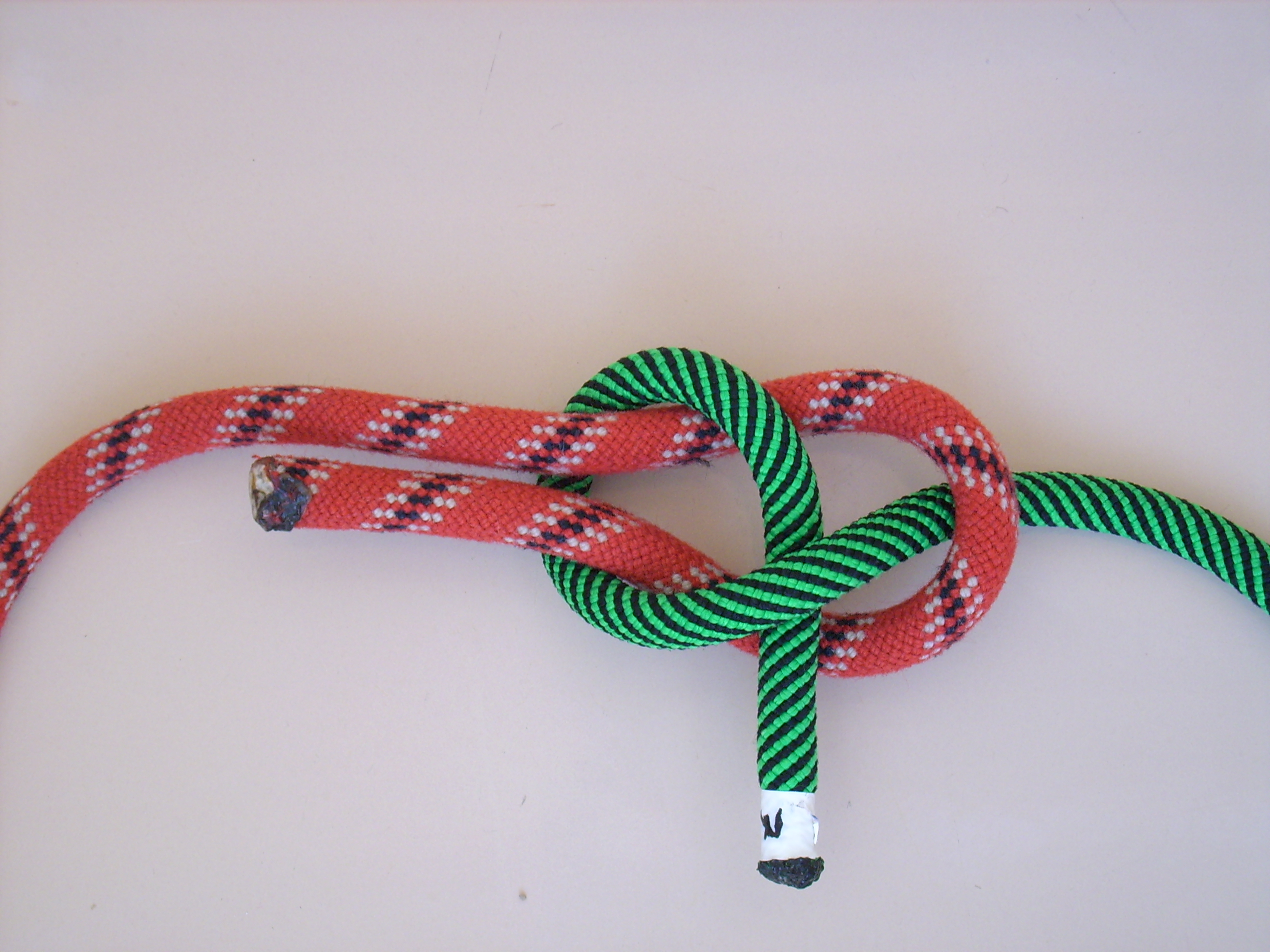
Škotová spojka

Škotová spojka (někdy také škotový uzel, tkalcovský uzel, slangově škoťák, anglicky sheet bend) se hodí ke spojení dvou vázacích materiálů i nestejného průměru, materiálu nebo vlastností. Může tak spojit dvě lana, nitě při tkaní koberce, přivázat lanko ke stanové celtě či pomoci k úniku z vyššího podlaží pomocí ložního prádla. Stavební a přístavní dělníci tento uzel často používají k připevnění ocelového lana na hák pro zvedání jeřábem jako škotový závěs.
Je to jeden z nejdůležitějších uzlů, The Ashley Book of Knots jej uvádí na prvním místě. Patří také mezi šestici základních uzlů vyučovaných ve skautingu. Pravděpodobně se jedná o nejstarší dochovaný uzel v archeologických nálezech se stářím kolem 10 000 let.

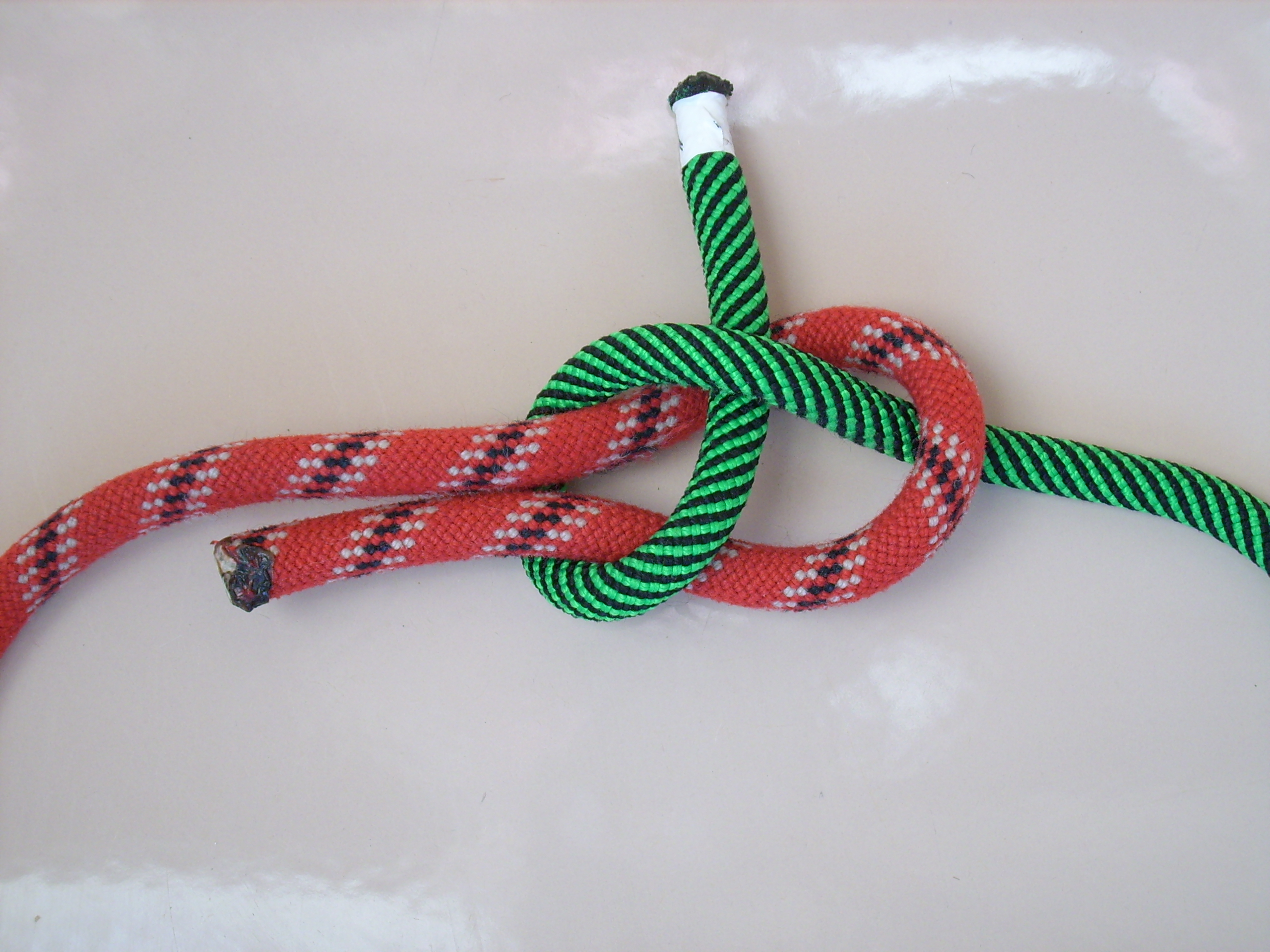
škotová spojka různostranná

Je podobný dračí smyčce, rozdíl je však ve způsobu použití a obvykle i ve způsobu vázání. Snadno se rozvazuje, ale bez dalšího zajištění někdy i sám od sebe. Lze jej vytvořit ve dvou variantách, s volnými konci na stejné straně osy tvořené pevnými konci, nebo s volnými konci na opačných stranách. O této druhé variantě Ashley tvrdí, že je horší (prokluz se při cyklické zátěži vyskytl i na konopných lanech). ČSN 83 2610 tyto varianty nerozlišuje.
Škotový uzel byl pro pravěké lidi velkým zlepšením, protože uvázání tisíců ok v rybářské síti zvládl tento uzel s náramnou jednoduchostí a v každé situaci.

## Postup vázání

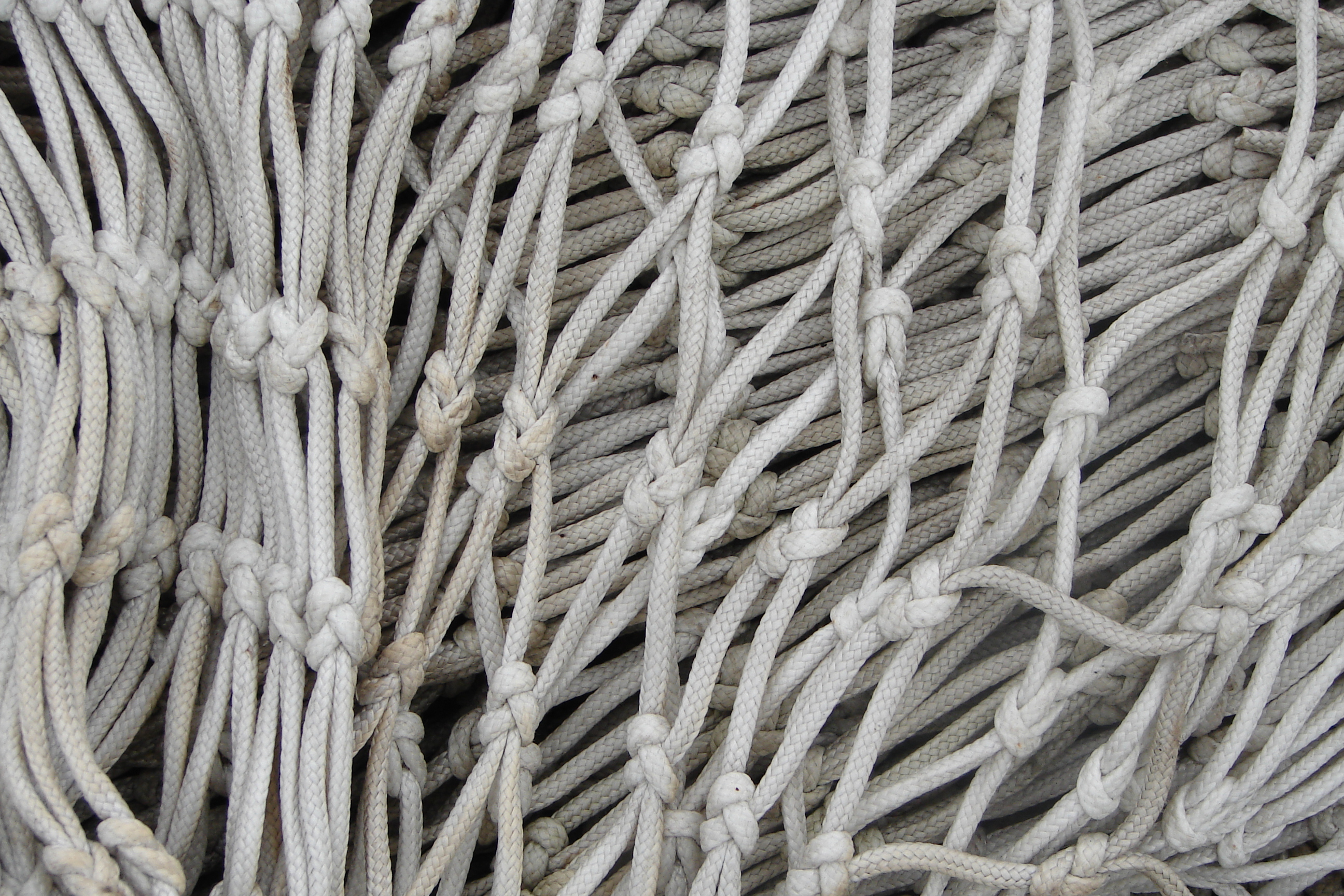
Rybářská síť ze škotových uzlů

Z méně ohebného ze spojovaných lan se vytvoří ohyb. Lano, které je potřeba na druhé navázat, se provlékne ohybem, obtočí se kolem prvního lana a provlékne pod druhým. Na jedné straně uzlu je vidět „podkovička“, na druhé typický „křížek“.
Zapamatovací pohádka říká:
| „ | Pluli na moři plavci a měli hlad. Chtěli si chytit úhoře. Hodili do vody lano a to se na konci ohnulo do ohybu. Připlul zvědavý úhoř – druhý provaz. Chtěl si ohyb prohlédnout… Vjel do něho zespoda, prohlíží jej doleva, doprava, strčí hlavu pod své vlastní tělo. Chtěl se vyprostit, nešlo to. Byl chycen škotovou spojkou… | “ |